# Yokozuna (luchador)
Rodney Agatupu Anoa'i más conocido como Yokozuna (San Francisco, California, 2 de octubre de 1966 -  Liverpool, 22 de octubre de 2000) fue un reconocido luchador profesional estadounidense de la WWF (hoy WWE). El término Yokozuna hace referencia al más alto rango en la lucha de sumo en Japón, pero Anoai era en realidad samoano. Fue Campeón de la WWF, por primera vez, al derrotar a Bret Hart en Wrestlemania IX (1993) y campeón por segunda vez derrotando a Hulk Hogan en el King of the Ring de ese mismo año. También fue 2 veces campeón mundial por parejas con Owen Hart y fue el ganador de la sexta edición de Royal Rumble en 1993. Es el Campeón de la WWE más pesado de la historia (267 kg). Gozó de gran popularidad en la década de los 90. En 2012 de manera póstuma fue inducido en el Salón de la Fama de la WWE.

## Carrera

### American Wrestling Association (1984-1992)
La carrera de Anoa'i en la lucha libre profesional empezó cuando crecía en una familia de luchadores, la familia Anoa'i. Sus tíos eran The Wild Samoans, Afa y Sika,  quienes lo entrenaron de una temprana edad en el negocio familiar. Anoa'i adoptó el nombre de The Great Kokina mientras entrenaba en Japón. También pasó algún tiempo en México aprendiendo el oficio y obteniendo la experiencia suficiente para ser una estrella en el deporte. Su primera gran exposición en los Estados Unidos fue en la American Wrestling Association como Kokina Maximus. Luchando como una superestrella samoana, fue manejado por Sheik Adnan El Kassey. En storyline, él fue el responsable de romper la pierna a Greg Gagne y haber finalizado su carrera.

### World Wrestling Federation (1992-1996)

#### Debut y WWF Champion (1992-1994)
En 1992 , Anoa'i fue contactado por Vince McMahon en la World Wrestling Federation (WWF) y le ofreció un puesto en el roster junto con The Samoans (Fatu y Samoan Savage). El 17 de agosto de 1992, en un episodio de Prime Time Wrestling (grabado en Portland, Maine), the Samoans (que pronto serían the Headshrinkers) hicieron su debut. El comentarista Gorilla Monsoon hizo una mención de otro Samoano más grande que pronto aparecería en la WWF. Anoa'i haría su debut inicial como Kokina en una lucha no televisada el 1 de septiembre de 1992 en una grabación de WWF Superstars en Hershey, Pensilvania. Luchando como Kokina, derrotó a Ron Neal. Esta sería la única vez que Anoa'i lucharía bajo este gimmick. Poco después se le ofreció un nuevo gimmick: Yokozuna.

## Fallecimiento
Anoa'i fallece el 23 de octubre del 2000 en la ciudad de Liverpool en Inglaterra producto de un Edema pulmonar, mientras este se encontraba en una gira de lucha libre en un circuito independiente por Europa. En el momento de su muerte, se reportó que había fallecido como consecuencia de un infarto derivado de su sobrepeso, pero de acuerdo a las autopsias llevadas a cabo, se demostró que sus pulmones estaban llenos de fluidos a lo que le provocó un fallo respiratorio que terminó finalmente con su vida. En el momento de su deceso, Anoa'i pesaba 580 Libras (260 kilogramos). Está sepultado en el cementerio Green Hills Memorial Park en Rancho Palos Verdes.

## Campeonatos y logros
- Universal Wrestling Association
  - UWA World Trios Championship (1 vez) – con Fatu & Samoan Savage
- World Wrestling Federation/WWE
  - WWF Championship (2 veces)[3]
  - WWF Tag Team Championship (2 veces) – con Owen Hart[4]
  - Royal Rumble (1993)
  - WWE Hall of Fame (2012)
- Pro Wrestling Illustrated
  - PWI Most Improved Wrestler of the Year premio en 1993
  - PWI le ha clasificado en # 145 de los 500 mejores escoge a luchadores durante los "años de PWI" en el 2003